# Azrael
Azrael (arab. ‏عزرائیل‎ – „ten, któremu pomaga Bóg”), również: Azra'il, Izra'il, Azraiel – anioł śmierci w islamie. Występuje w legendzie o cudownym wniebowstąpieniu proroka (Miradżu). Według mitów ludowych kultury islamskiej strzeże tablicy, na której zapisane są imiona i losy wszystkich ludzi, którzy żyli, żyją i będą żyć – od pierwszej pary aż do końca świata.
W mistyce żydowskiej Azrael jest wcieleniem zła.
W Koranie pojawia się jako Malaikat Maut (dosłownie: „anioł śmierci”) (Koran 32:11).
W islamie bywa utożsamiany też z archaniołem Rafałem.
Jego funkcja anioła śmierci wiąże się z mitem o stworzeniu człowieka. Allah zamierzał stworzyć najwyższą po sobie istotę – człowieka – z prochu ziemi. Iblis, dowiedziawszy się o tym i zazdrosny o swoją uprzywilejowaną pozycję, przekonał ziemię, by ta błagała każdego, kogo Allah pośle, by nic z niej nie zabierał. Pierwszym posłańcem był Dżibril, lecz dał się ubłagać ziemi i wrócił bez niczego. Dopiero Azrael, rzekłszy „Nie będę nieposłuszny rozkazom mego Pana”, wziął po garści z każdego z rodzajów ziemi, z ziemi wszystkich kolorów i odcieni (w ten sposób mit tłumaczy różnorodność gatunku ludzkiego). W nagrodę Bóg dał mu władzę nad ludzkimi duszami po ich śmierci.